# クイーン・エリザベス・ランド

「イギリス領南極地域」とクイーン・エリザベス・ランド（赤）の地図

クイーン・エリザベス・ランド（英: Queen Elizabeth Land）は、南極にある地域の名称。イギリスが領有権を主張する「イギリス領南極地域」のうち、ウェッデル海南岸から南極点にかけての地域で、2012年12月18日にイギリスによって命名された。
この地域の領有を同様に主張するアルゼンチンは、この命名に反発を示している。

## 歴史
2012年12月18日、イギリス女王エリザベス2世がイギリス外務省を訪問した際に、イギリス領南極地域の169,000平方マイル (440,000 km2)の土地を「クイーン・エリザベス・ランド」と名付けたことが発表された。この地域には、それまで名前が付けられていなかった。外務大臣ウィリアム・ヘイグは、命名は「女王陛下御在位60周年記念の年の掉尾を飾るにふさわしい献上品」であると述べた。

## 解説

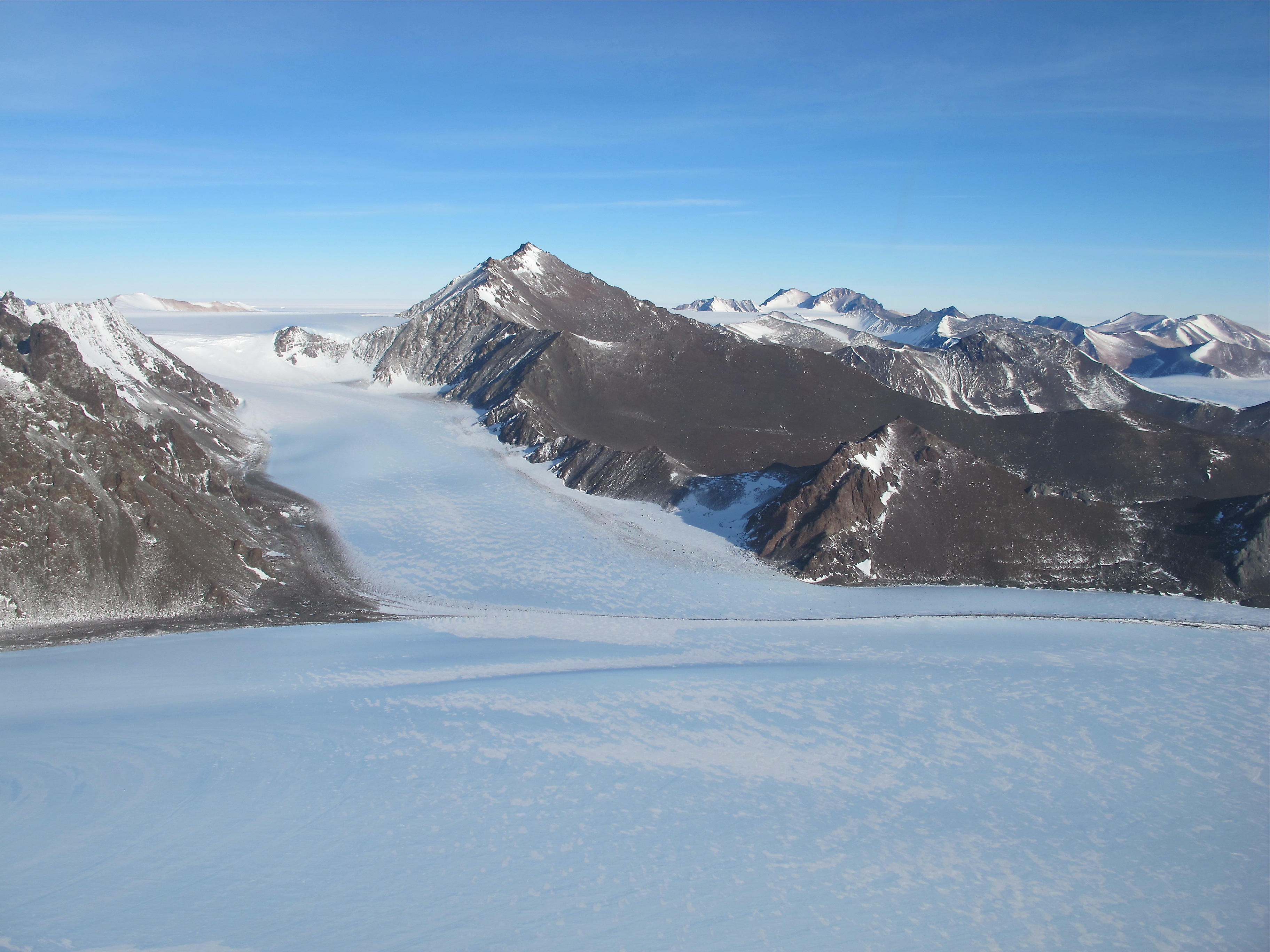
ペンサコーラ山脈からフィルヒナー・ロンネ棚氷へ流れる氷河

面積169,000平方マイル (440,000 km2)のクイーン・エリザベス・ランドはイギリスの面積の約2倍であり、実質的に南極点を一つの頂点とする南極大陸の正三角形の領域である。北はフィルヒナー・ロンネ棚氷、北東はコーツランド、西はドロンニング・モード・ランド、西はContellation Inlet（星座湾）の東の南極点とラトフォード氷河を結ぶ線に広がっている。1956年1月に発見されたペンサコーラ山脈は、この領域の中心に沿って北東から南東へおよそ280マイル走っている。この地域の名称はイギリスの全ての地図の含まれることになる。

## アルゼンチンの反応
自国の領土であると主張しているアルゼンチン領南極がイギリス領南極地域と重なっているアルゼンチンは、この命名を「組織的攻撃」であると非難し、イギリスの海外領土フォークランド諸島の主権に関するアルゼンチンの主張に関する近年の緊張を受けての「挑発」であると述べた。